# Джумабаев, Шамс Гуландонович
Шамс Джумабаев (6 сентября 1987, Душанбе, Таджикская ССР) — российский футболист, полузащитник клуба ДЮСШ (Краснознаменск).

## Клубная карьера
Воспитанник московского «Локомотива». Первым клубом был «Сатурн», выступавший в РФПЛ. В турнире дублёров провёл 17 игр, в которых забил один мяч. Первые матчи в профессиональном футболе провёл за «Тобол» (Костанай), который играл в казахстанской Премьер-лиге. В составе клуба сыграл 8 матчей. В сезоне 2007 защищал цвета «Волгаря-2» в первенстве ЮФО. После вернулся в Казахстан. Выступая за «Астану», начинал все двенадцать игр в основном составе. В 2009 перешёл в «Истиклол» Душанбе. В 11 матчах за команду забил первый гол в профессиональной карьере. В дальнейшем стал выступать в первенстве России любительского уровня. Сыграв за «ВДВ-СпортКлуб» и вторую команду костромского «Спартака», перешёл в Краснознаменск.
В общей сложности провёл 31 игру и забил 1 гол на профессиональном уровне.

## Личная жизнь
5 сентября 2014 футболист женился на дочери дизайнера Яне Шевченко.